# Maria Kościelska
Maria Krystyna Kościelska (ur. 17 kwietnia 1927 we Lwowie) – polska entomolog.

## Życiorys
W 1951 ukończyła studia na Uniwersytecie Wrocławskim, uzyskała wówczas stopień magistra. W 1962 przedstawiła i obroniła doktorat. Prowadziła badania wybranych grup błonkówek (Hymenoptera), zajmowała się również faunistyką gąsienicznikowatych (Ichneumonidae) oraz embriologią i ultrastrukturą Ichneumonidae i | Chalcidoidea, a także prowadziła badania nad rozwojem zarodkowym Apterygota (Thysanura). Opracowała faunę Ichneumonidae środowisk leśnych i śródpolnych oraz wykazała gatunki nowe dla polskiej fauny, a także opisała wczesne stadia rozwojowe niektórych błonkówek pasożytniczych. 

## Dorobek naukowy
Maria Kościelska jest autorką 23 publikacji, w tym 18 oryginalnych prac badawczych, część z Bogusławem Kościelskim (1926–1994). 

## Odznaczenia
- Złoty Krzyż Zasługi (1973);
- Krzyż Kawalerski Orderu Odrodzenia Polski (1983).